# 다카하라 케이치로
다카하라 케이치로(일본어: 高原慶一朗, たかはら けいいちろう, 1931년 3월 16일 - 2018년 10월 3일)는 일본의 실업가이자, 동아시아 최대의 위생용품 선두 기업인 유니참의 창업자이다. 

## 가족 구성원
- 다카하라 다카히사